# 大溪口乡
大溪口乡，中国浙江省金华市武义县下辖的一个乡。

## 行政区划
下辖以下地区：
溪口村、黄山村、山下鲍村、桥头村、底章村、溪岭脚村、内圩村、竹翠村、潘山头村和水头村。

## 中国传统村落
山下鲍村获评“中国传统村落”。